# Союз борців за свободу Литви
Рух визвольної боротьби Литви (лит. Lietuvos laisvės kovos sąjūdis) — організація опору литовських партизан, які вели партизанську війну проти Радянського Союзу в період після Другої світової війни. Організація була заснована 10 лютого 1949 року під час зустрічі всіх партизанських командирів в селі Minaičiai. Головою президії був обраний Йонас Жямайтіс-Вітаутас. 16 лютого 1949 року у 31-шу річницю Акту про незалежність Литви, підписаного у 1918 році, Союз прийняв декларацію про проголошення себе вищим політичним і військовим авторитетом в Литві. Організація, як і партизанська війна, були придушені радянськими органами безпеки до 1953 року.
У 1996 році, після здобуття Литвою незалежності в 1990 році Сейм (парламент) визнав заяву як офіційний акт Литовської Республіки, а Жямайтіса як президента Литви.